# ماثيو تورنر (لاعب كريكت)
ماثيو تورنر (9 فبراير 1973 - )  (بالإنجليزية: Matthew Turner)‏ هو لاعب كريكت بريطاني.